# Leau
Leau ist ein Ortsteil der Ortschaft Preußlitz der Stadt Bernburg (Saale) im Salzlandkreis in Sachsen-Anhalt.

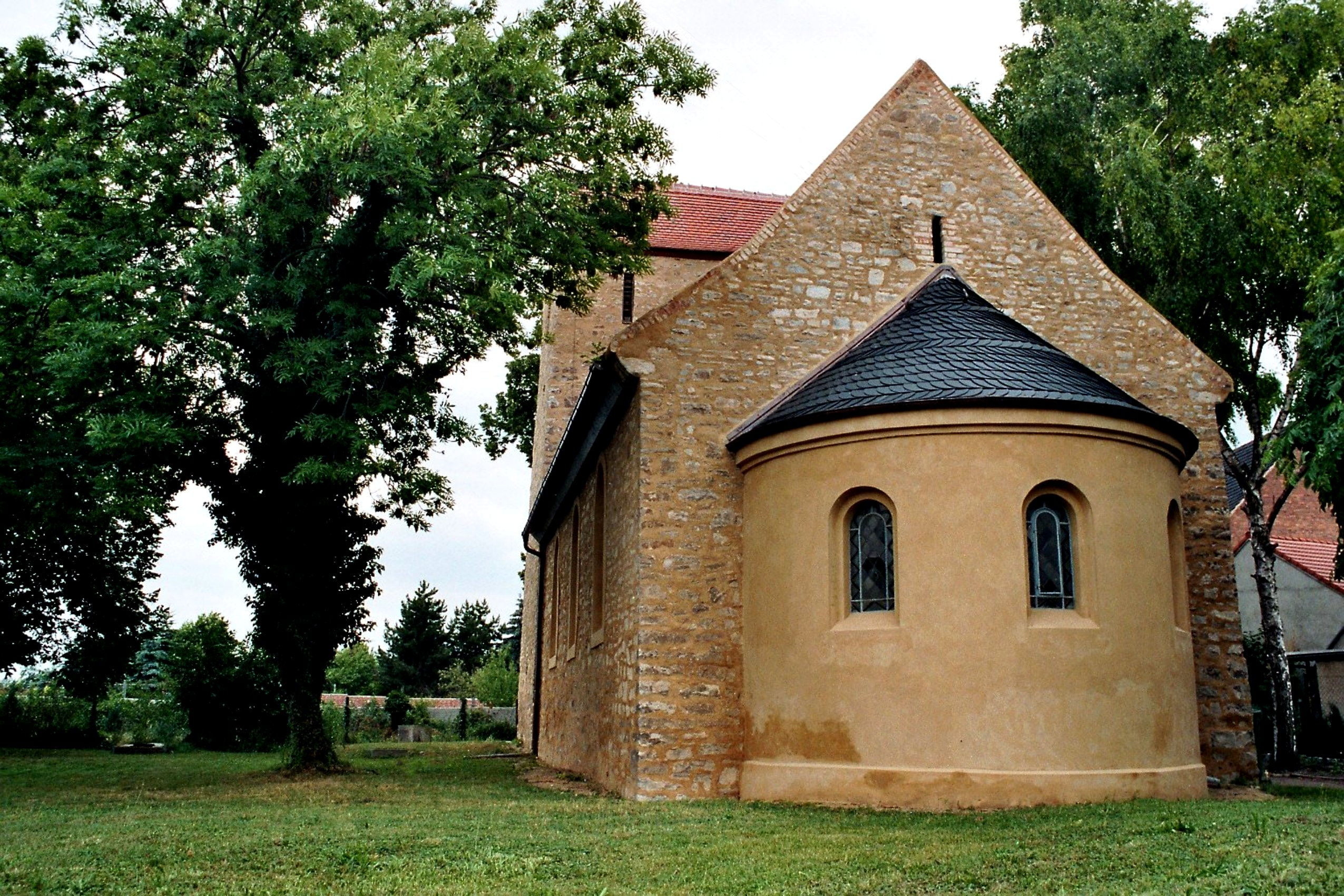
Kirche St. Wolfgang in Leau

## Geografie
Leau liegt südöstlich von Bernburg (Saale). Das Gemeindegebiet gehört historisch zu Anhalt.
Durch den Ort verläuft die Landesstraße 149.

## Geschichte
Die Gerichtsbarkeit über Leau lag bei den Herren von Krosigk zu (Neu-)Beesen im Erzstift Magdeburg bzw. späteren preußischen Herzogtum Magdeburg. Diese hatten die von Krosigk ursprünglich als Lehen der Grafschaft Alsleben erhalten.
Ab 1863 lagen Preußlitz und Plömnitz im Landkreis Köthen, während Leau zum Landkreis Bernburg im Fürstentum Anhalt gehörte, das 1918 zum Freistaat Anhalt wurde. 
In Leau und im benachbarten Plömnitz wurden auf Beschluss der Jägerstabes unter Beteiligung des Ingenieurbüros Schlempp seit 1944 unter der Tarnbezeichnung „Leopard“ zwei Außenlager des KZ Buchenwald eingerichtet für 1.000 bis 2.000 Häftlinge, dazu in Plömnitz seit Februar 1945 ein Frauenlager für 150 ungarische Jüdinnen, die für die Solvay-Werke und die Junkers-Werke schwere Zwangsarbeit verrichten mussten, die zahlreiche Opfer forderte. Von den auf dem Friedhof Begrabenen sollen nach 1945 allein 450 exhumiert und am Sowjetischen Ehrenmal Bernburg beigesetzt worden sein.
Am 1. Januar 1957 erfolgte die Eingemeindung von Leau nach Preußlitz. Mit der deutschen Wiedervereinigung kam Preußlitz im Jahr 1990 zum Landkreis Bernburg, der 2007 im Salzlandkreis aufging. Am 1. Januar 2010 wurde die bis dahin selbstständige Gemeinde zusammen mit den Gemeinden Baalberge, Biendorf, Gröna, Peißen, Poley und Wohlsdorf in die Stadt Bernburg (Saale) eingemeindet.

## Verkehr
Im ÖPNV ist Leau über die Buslinie 119 Bernburg – Leau der Kreisverkehrsgesellschaft Salzland angebunden.
Durch den Ort verläuft der Europaradweg R1, der das französische Boulogne-sur-Mer mit Sankt Petersburg in Russland verbindet. Auf derselben Routenführung verläuft auf diesem Abschnitt ebenfalls der Radweg Deutsche Einheit sowie der D11.

## Kulturdenkmal
- Kriegerdenkmal auf dem Friedhof von Leau

## Persönlichkeiten
- Emil Riebeck (1853–1885), deutscher Ethnologe, Mineraloge, Naturforscher und Sammler